# Erode Archelao
     Territorio di Erode Archelao, dal 6 Giudea
     Territorio di Erode Antipa
     Territorio di Erode Filippo II
     Territorio di Salomè I
     Provincia romana della Siria
     Città autonome della Decapoli
Erode Archelao (23 a.C. – 18 d.C.) fu etnarca di Giudea dal 4 a.C. al 6 d.C..

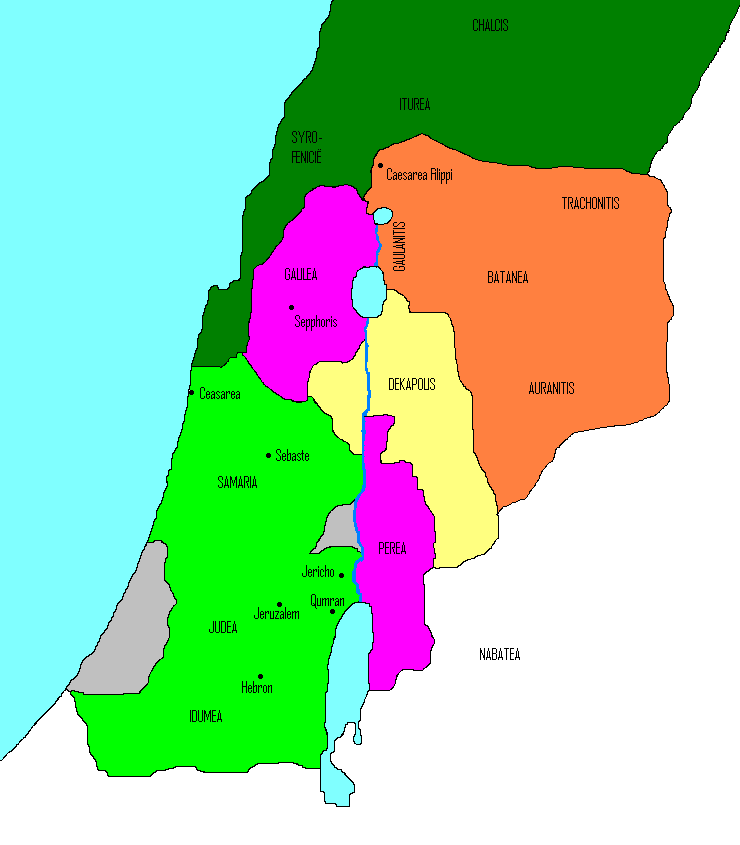
Suddivisione del regno di Erode il Grande alla sua morte:
Territorio di Erode Archelao, dal 6 Giudea
Territorio di Erode Antipa
Territorio di Erode Filippo II
Territorio di Salomè I
Provincia romana della Siria
Città autonome della Decapoli

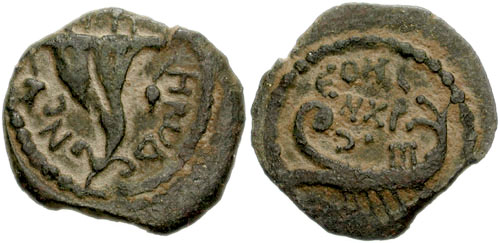
Moneta di Erode Archelao.

Figlio di Erode il Grande, re della Giudea, e di Maltace la samaritana, fu nominato successore al trono dal padre poco prima della sua morte avvenuta nel 4 a.C.
Il suo regno ebbe inizio tra i disordini a causa della crudeltà del padre che aveva poco prima di morire condannato al rogo un gruppo di Farisei colpevoli di aver abbattuto l'aquila d'oro romana eretta sulla porta del tempio. Nonostante le rassicurazioni di Archelao che avrebbe dato ascolto alle richieste del popolo, giunta la Pasqua scoppiò una violenta rivolta presso il tempio che lo costrinse a ricorrere alla forza. L'intervento della guardia sedò la sommossa ma in 3.000 rimasero uccisi mentre il resto della folla si rifugiava sui monti fuori Gerusalemme.
Partito per Roma per ricevere la ratifica alla successione dall'imperatore Augusto, dovette difendersi dalle accuse di mala-gestione mossegli da Salomè, sorella del padre, e dal fratello minore Erode Antipa che chiedevano fosse rispettato il testamento originario di Erode che prevedeva Antipa stesso come successore e che era stato modificato solo poco prima della morte del re quando la malattia ormai ne annebbiava il giudizio. Archelao, considerato inoltre dai parenti responsabile della strage del tempio, fu difeso da Nicola di Damasco che ne perorò la causa di fronte all'imperatore. Prima che Augusto deliberasse in merito, circa due mesi dopo la strage della Pasqua (maggio del 4 a.C.), una folla di Giudei si radunò fuori della città con intenti bellicosi cingendo di fatto sotto assedio la legione romana comandata dal procuratore della Siria Sabino che in assenza di Archelao aveva di fatto assunto il potere provocando lo sdegno del popolo. Contemporaneamente scoppiarono disordini e rivolte nell'Idumea, nella Galilea e nella Perea favoriti dall'incertezza della situazione. L'arrivo del governatore della Siria Publio Quintilio Varo, giunto con due legioni e contingenti di alleati in aiuto di Sabino, ristabilì la situazione.
Augusto decise di affidare ad Archelao il titolo di Etnarca e metà del regno comprendente tutta la Giudea, la Samaria e parte della Idumea, mentre ad Antipa andava la Galilea e la Perea col titolo di Tetrarca. A Erode Filippo, figlio di Cleopatra e fratellastro di Archelao, concesse la Batanea, la Traconitide e l'Auranitide, mentre per gli altri parenti furono seguite alla lettera le disposizioni del testamento.
Durante il proprio regno, Archelao faticò non poco per eliminare le bande di briganti che infestavano le campagne. Archelao conservò il regno fino al 6 d.C. quando Augusto, accogliendo le richieste dei Giudei che ne denunciavano il malgoverno, decise di relegarlo a Vienne (città della Gallia) incamerando il suo patrimonio e riducendo il suo territorio alla provincia dell'impero di Siria (provincia romana). Il primo funzionario mandato da Augusto col titolo di prefetto (cum iure gladii cioè potere di condanna a morte) a reggere il distretto prefettizio fu Coponio. Sposò Glafira.